# 日月潭羊耳蒜
日月潭羊耳蒜（學名：Liparis hensoaensis），為台灣特有種蘭花，已滅絕。原本分布於南投縣日月潭地區的拉魯島，海拔約750m左右。

## 形態
假球莖卵形。葉為線形或線狀披針形，長16-30公分，僅1-1.5公分寬。總狀花序頂生。上萼片及花瓣線形，長約九公厘，唇瓣卵狀橢圓形。

## 滅絕
在明潭水庫建設後其棲地遭受嚴重破壞。目前已超過70年未有後續發現紀錄，可能已完全絕滅。在演替後期常可見浮島，最初發現的地點此生育環境中的草叢中，如今環境的變遷，已完全消失，並無再發現其蹤跡。